# Bâtiment de la Monnaie nationale à Belgrade
Le bâtiment de la Monnaie nationale (en serbe cyrillique : Зграда Ковнице новца ; en serbe latin : Zgrada Kovnice novca) est situé à Belgrade, la capitale de la Serbie, dans la municipalité urbaine de Čukarica. Construit entre 1927 et 1929, il est inscrit sur la liste des biens culturels de la Ville de Belgrade.

## Présentation
Le bâtiment de la Monnaie nationale, situé 2 rue Pionirska, a été construit entre 1927 et 1929 selon un projet de l'architecte Josif Najman et sur une commande de la Banque nationale de Yougoslavie. Considéré comme l'une des premières structures industrielles de Belgrade, la Monnaie est devenue un complexe connu sous le nom d'Institut de production des billets et des pièces.
Le bâtiment du complexe, familièrement surnommé « la Plante », possède des façades fermées par des fenêtres artificielles en pierre et en terre cuite mais d'autres sont ouvertes vers l'extérieur par de grandes surfaces en verre typiques de l'architecture contemporaine. Entre le second et le quatrième étage se trouvent des saillies. L'un des traits importants de l'édifice se présente sous la forme de deux tours surmontant l'aile nord, l'aile ouest étant dominée par un dôme cubique et les tours étant accentuées par l'arrangement des ouvertures. À plusieurs reprises dans la façade, des pilastres séparent les fenêtres.
Après 1956, un bâtiment administratif de deux étages a été construit à l'ouest de la Plante, dessiné par Milutin Jovanović ; l'architecte a harmonisé les deux édifices et les a reliés par un couloir.